# Saint-Front-sur-Lémance
Saint-Front-sur-Lémance is een gemeente in het Franse departement Lot-et-Garonne (regio Nouvelle-Aquitaine) en telt 576 inwoners (1999). De plaats maakt deel uit van het arrondissement Villeneuve-sur-Lot.

## Geografie
De oppervlakte van Saint-Front-sur-Lémance bedraagt 19,7 km², de bevolkingsdichtheid is 29,2 inwoners per km².
De onderstaande kaart toont de ligging van Saint-Front-sur-Lémance met de belangrijkste infrastructuur en aangrenzende gemeenten.

## Demografie
Onderstaande figuur toont het verloop van het inwonertal (bron: INSEE-tellingen).